# Tundrasædgås
Tundrasædgås (Anser serrirostris) er en fugl i familien af egentlige andefugle. Den lever på tundraen i det nordlige Rusland og Sibirien.
Tundrasædgåsen blev i begyndelsen af 2000-tallet anerkendt som en selvstændig art. Nogle autoriteter betragter dog stadig tundrasædgås som en underart af sædgås. I Danmark ses den sjældent i Vestjylland som underarten Anser serrirostris rossicus.